# Mihăiță Țigănescu
Mihăiță Vasile Țigănescu (født 4. februar 1998 i Suceava, Rumænien) er en rumænsk roer og olympisk medaljevinder.
Țigănescu var med i den rumænske firer uden styrmand, der vandt sølv ved OL 2020 i Tokyo. Resten af bådens mandskab bestod af Mugurel Semciuc, Ștefan Berariu og Cosmin Pascari. Rumænien vandt sølv efter en tæt finale, hvor man kom i mål 0,37 sekunder efter guldvinderne fra Australien og 0,84 sekunder foran Italien, der vandt bronze.
Țigănescu har desuden vundet en VM-sølvmedalje i firer uden styrmand ved VM 2019 i Østrig, og en EM-guldmedalje i samme disciplin ved EM 2018 i Skotland.

## OL-medaljer
- 2020:  Sølv i firer uden styrmand